# Wintrebertia teteforti
Wintrebertia teteforti är en insektsart som beskrevs av Marius Descamps 1964. Wintrebertia teteforti ingår i släktet Wintrebertia och familjen Euschmidtiidae.

## Underarter
Arten delas in i följande underarter:
- W. t. teteforti
- W. t. andranovatae